# جيلدير
چيلدير (بالتركية: Çıldır) (بالأرمنية: Հիւսիսեան) (بالجورجية: ჩრდილი) هي بلدة ومقر مديرية چيلدير في محافظة أردهان التركية وبلغ عدد سكانها 2552 نسمة في عام 2021. تتكون البلدة من 9 أحياء.